# Dont Look Back
Pour les articles homonymes, voir Don't Look Back.
Pour plus de détails, voir Fiche technique et Distribution.
Dont Look Back est un film documentaire américain de D.A. Pennebaker sorti en 1967 et retraçant principalement la tournée de Bob Dylan au Royaume-Uni en 1965.

## Résumé
Le film montre principalement Joan Baez, Donovan et Alan Price (qui vient de quitter The Animals), le manager de Dylan Albert Grossman et son road manager Bob Neuwirth ; Marianne Faithfull, John Mayall et Ginger Baker font également des apparitions. Le film montre un Dylan jeune, sûr de lui voire arrogant, recherchant la confrontation, mais aussi charismatique et charmeur. Parmi les scènes remarquables, on peut citer :
- Les railleries de Dylan contre le correspondant du Time à Londres : Horace Judson ;
- L'interprétation en coulisse de Little Things par Alan Price, prématurément stoppée lorsque Dylan demande pourquoi il a quitté The Animals ;
- Dylan et Baez chantant un morceau de Hank Williams dans une chambre d'hôtel ainsi que Baez chantant les premiers couplets de Percy's Song et Love Is Just A Four Letter Word ;
- Une joute philosophique avec un étudiant en sciences : Terry Ellis, qui fondera plus tard le label Chrysalis Records ;
- Grossman négociant avec l'ancien leader d'un Dance band de Bebop et agent musical : Tito Burns ;
- Dylan chantant Only a Pawn in Their Game à Greenwood, Mississippi le 6 juillet 1963, filmé par l'artiste et réalisateur de films expérimentaux Ed Emshwiller ;
- Une sélection de chansons du concert de Dylan au Royal Albert Hall de Londres.

La relation entre Baez et Dylan touche à sa fin au cours de la tournée ; le film montre les évènements en amont de cette rupture. 
La première scène du film, au cours de laquelle Dylan montre puis jette une série d'affiches sur lesquelles sont inscrits quelques mots extraits des paroles (avec des fautes d'orthographe et des jeux de mots), servira de clip vidéo à la chanson Subterranean Homesick Blues. Allen Ginsberg fait également un caméo au cours de cette scène.
Une des scènes de ce documentaire montrant Dylan jouant de l'harmonica a été utilisée à la fin du film I'm Not There.

## Influences
- Le groupe Belle and Sebastian fait référence au film dans le morceau Like Dylan in the Movies de l'album If You're Feeling Sinister (1996) (refrain : « And if they follow you/don't look back/like Dylan in the movies »).
- INXS rend hommage à la première scène du film dans la video Mediate de l'album Kick  (1987).
- Alain Chamfort rend également hommage à la première scène du film dans son clip Les Beaux Yeux de Laure[1].
- Give the anarchist a cigarette est prononcée par Dylan après qu'il a appris qu'il avait péjorativement été qualifié d'anarchiste par des journaux en 1965. L'événement est filmé dans la scène finale du documentaire. L'expression a depuis été reprise :
  - Un Bootleg live de Bob Dylan est titré Give the anarchist a cigarette.
  - La phrase a été utilisée par le groupe punk Chumbawamba comme titre d'un des morceaux de leur album Anarchy. Ce morceau a pour sujet Bob Dylan et il y est notamment dit « Give the anarchist a cigarette/ 'Cause that's as close as he's ever going to get/ Bobby just hasn't earned it yet »[2]

## Fiche technique
- Réalisation : D.A. Pennebaker
- Scénario : D.A. Pennebaker
- Photographie : Howard Alk, Jones Alk, Ed Emshwiller et D.A. Pennebaker
- Montage : D.A. Pennebaker
- Musique : Bob Dylan, Donovan
- Producteur : John Court et Albert Grossman
- Distribution : Docurama
- Langue : anglais

## Sources
- (en) Cet article est partiellement ou en totalité issu de l’article de Wikipédia en anglais intitulé « Dont Look Back » (voir la liste des auteurs).